# سیارک ۱۰۸۸۲
سیارک ۱۰۸۸۲ (به انگلیسی: 10882 Shinonaga، نامگذاری:1996VG5) ده هزار و هشتصد و هشتاد و دومین سیارک کشف شده‌است که در ۳ نوامبر ۱۹۹۶ کشف شد.
قدر مطلق سیارک برابر ۳۰.۹ است.